# Suburban Lawns
Suburban Lawns var ett amerikanskt postpunk-band bildat 1978 i Long Beach, Kalifornien av CalArts-studenterna William "Vex Billingsgate" Ranson och Sue "Su Tissue" McLane. Senare blev även Richard "Frankie Ennui" Whitney, Charles "Chuck Roast" Rodriguez och John "John Gleur" McBurney medlemmar.

## Historia
Bandet gav 1979 ut sin första singelskiva, Gidget Goes to Hell, på sitt eget skivbolag Suburban Industrial efter att ha bildats 1978. Låten blev uppmärksammad när en musikvideo till låten gjordes av Jonathan Demme som visades på Saturday Night Live.
Bandet var del av den samtida punkscenen i Los Angeles tillsammans med band som X, Saccharine Trust och Fear.
Deras enda studioalbum vilket var självtitlat producerades av EJ Emmons och Troy Mathisen och gavs ut 1981 på I.R.S. Records, vilket inkluderade låten Janitor som blev en favorit på radiokanaler inriktade mot new wave-musik. Låten släpptes som singel året innan.

## Diskografi

### Studioalbum
- Suburban Lawns (1981, I.R.S. Records)

### Singlar och EP
- Gidget Goes to Hell, 7-tumssingel (1979, Suburban Industrial)
- Janitor, 7-tumssingel (1980, Suburban Industrial)
- Baby, 12-tums-EP (1983, I.R.S. Records)